# Římskokatolická farnost Vyškov-Dědice
Římskokatolická farnost Vyškov-Dědice je územní společenství římských katolíků s farním kostelem Nejsvětější Trojice v děkanátu Vyškov.

## Historie farnosti
Současný farní kostel byl postaven na místě staršího kostela ze 14. století zničeného při velkém požáru v roce 1731 způsobeného úderem blesku. Stavba byla zahájena 6. března 1752. Celá stavba byla díky ochotě farníků dokončena bez vnitřní výzdoby a jakéhokoli vybavení o rok později v roce 1753. Vysvěcení se kostel dočkal 18. června 1780.
Zeď kolem kostela byla odstraněna v roce 1915. V roce 1923 byl dědický kostel opraven. Elektrické osvětlení bylo zřízeno v roce 1929. Na konci 2. světové války byl chrám poškozen, ale následky se podařilo odstranit. Celkovou rekonstrukcí fasád prošel v 90. letech 20. století kdy byla v interiéru instalována křížová cesta od řezbáře Ladislava Vančury z Valašské Bystřice.

## Duchovní správci
Administrátorem excurrendo byl od července 2010 ThLic. ICLic. František Cinciala. Jeho nástupcem se v červenci 2015 stal R. D. Mgr. Michal Pořízek.

## Bohoslužby
| Kostel              | Místo           | Bohoslužba (den) | Hodina      | Poznámka     |
| ------------------- | --------------- | ---------------- | ----------- | ------------ |
| Nejsvětější Trojice | Dědice (Vyškov) | neděle pátek     | 07.30 17.00 | farní kostel |

## Aktivity ve farnosti
Farnost se pravidelně zapojuje do akce Tříkrálová sbírka. V roce 2018 se při ní v Dědicích vybralo 50 001 korun.